# Pionki (gmina)
Pour les articles homonymes, voir Pionki (homonymie).
Pionk est une gmina rurale (gmina wiejska) de la powiat de Radom, dans la Voïvodie de Mazovie, dans le centre-est de la Pologne.
Son siège administratif (chef-lieu) est la ville de Pionki, bien qu'elle ne fasse pas partie du territoire de la gmina.
La gmina couvre une superficie de 230,82 km2 pour une population de 9 841 habitants en 2006.

## Histoire
De 1975 à 1998, la gmina est attachée administrativement à la voïvodie de Radom.

Depuis 1999, elle fait partie de la voïvodie de Mazovie.

## Géographie
La gmina inclut les villages et localités de:

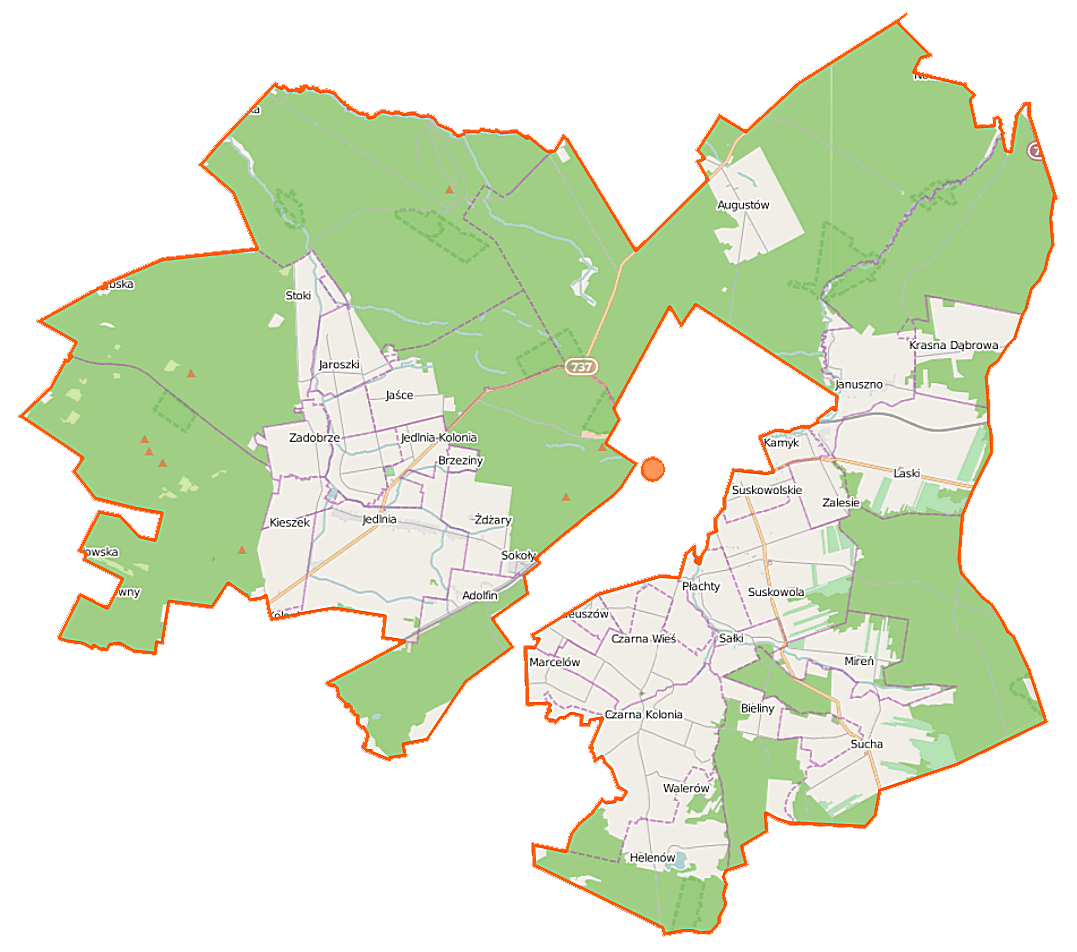
Plan de la gmina

- Adolfin
- Augustów
- Bieliny
- Brzezinki
- Brzeziny
- Czarna Wieś
- Czarna-Kolonia
- Działki Suskowolskie
- Helenów
- Huta
- Januszno
- Jaroszki
- Jaśce
- Jedlnia
- Jedlnia-Kolonia
- Kieszek
- Kolonka
- Krasna Dąbrowa
- Laski
- Marcelów
- Mireń
- Płachty
- Poświętne
- Sałki
- Sokoły
- Stoki
- Sucha
- Suskowola
- Tadeuszów
- Wincentów
- Zadobrze
- Zalesie
- Żdżary

### Gminy voisines
La gmina de Pionki est voisine des gminy suivantes :
- Garbatka-Letnisko
- Głowaczów
- Gózd
- Jastrzębia
- Jedlnia-Letnisko
- Kozienice
- Policzna
- Zwoleń

## Structure du terrain
D'après les données de 2002, la superficie de la commune de Pionki est de 230,82 km2, répartis comme telle :
- terres agricoles : 33 %
- forêts : 62 %

La commune représente 15,09 % de la superficie du powiat.

## Démographie
Données du 30 juin 2004 :
| Description        | Total  | Total | Femmes | Femmes | Hommes | Hommes |
| ------------------ | ------ | ----- | ------ | ------ | ------ | ------ |
| Unité              | Nombre | %     | Nombre | %      | Nombre | %      |
| Population         | 9 843  | 100   | 4 887  | 49,6   | 4 956  | 50,4   |
| Densité (hab./km²) | 42,6   | 42,6  | 21,2   | 21,2   | 21,5   | 21,5   |